# راسبورة درنية
راسبورة درنية (الاسم العلمي:Rasbora tuberculata ) هي نوع من الأسماك تتبع جنس الراسبورة من فصيلة الشبوطيات.